# 浅見亮太郎
浅見亮太郎（2002年12月14日 - ）は、ジャパンラグビーリーグワンのヤクルトレビンズ戸田に所属しているラグビーユニオン選手。

## 略歴
流通経済大学付属柏高校時代、U17兵庫県スクール代表で全国ジュニア・ラグビーフットボール大会に出場。U17関東代表でKOBELCO CUP（全国高等学校合同チームラグビーフットボール大会）に出場。
高校1年時と3年時に全国高等学校ラグビーフットボール大会（冬の花園）、2年時に全国高等学校選抜ラグビーフットボール大会（春の熊谷）と全国高等学校7人制ラグビーフットボール大会に出場した。
2021年、筑波大学に進む。1年次から先発で関東大学対抗戦に出場した。
2025年8月、ジャパンラグビーリーグワンのヤクルトレビンズ戸田に加入。